# IV wiek
III wiek<>V wiek
301 302 303 304 305 306 307 308 309 310 311 312 313 314 315 316 317 318 319 320 321 322 323 324 325 326 327 328 329 330 331 332 333 334 335 336 337 338 339 340 341 342 343 344 345 346 347 348 349 350 351 352 353 354 355 356 357 358 359 360 361 362 363 364 365 366 367 368 369 370 371 372 373 374 375 376 377 378 379 380 381 382 383 384 385 386 387 388 389 390 391 392 393 394 395 396 397 398 399 400

## Urodzili się
- 345 lub 347 – święty Hieronim, doktor Kościoła, autor Wulgaty, pierwszego przekładu Biblii na łacinę
- 354 (13 listopada) – święty Augustyn, teolog, autor O Państwie Bożym (De Civitate Dei)

## Zmarli
- ok. 305 – Porfiriusz z Tyru, filozof ze szkoły neoplatońskiej
- 337 (22 maja) – Konstantyn Wielki, cesarz rzymski, autor edyktu mediolańskiego
- ok. 340 – Euzebiusz z Cezarei, jeden z pierwszych historyków Kościoła
- 363 (26 czerwca) – Julian Apostata, cesarz rzymski, zabity podczas potyczki z Persami
- 374 – Marceli z Ancyry, biskup Ancyry, przeciwnik arianizmu
- 378 (9 sierpnia) – Walens, cesarz rzymski, zabity przez Wizygotów pod Adrianopolem

## Wydarzenia w Europie
- 301 – próbując powstrzymać inflację cesarz Dioklecjan wydał edykt w sprawie cen maksymalnych oraz maksymalnej wysokości płac
- 303 – dekret cesarza Dioklecjana zabraniający praktykowania religii chrześcijańskiej zapoczątkował ostatnie poważne prześladowania chrześcijan
- 305 – Dioklecjan abdykował i zamieszkał w pałacu w Splicie
- 306 – Konstantyn I został cesarzem rzymskim
- ok. 310 – Konstantyn I wprowadził nową złotą monetę – solida
- 311 – edykt tolerancyjny Galeriusza kończy ostatnie poważne prześladowania chrześcijan
- 312 – po bitwie koło mostu Mulwijskiego (28 października) Konstantyn I Wielki został jedynowładcą zachodniej części cesarstwa rzymskiego
- luty 313 – edykt tolerancyjny Konstantyna (tzw. mediolański)
- 313–322 – budowa pierwszej bazyliki chrześcijańskiej w Rzymie
- 317 – zarządzenie cesarskie, według którego pracownicy mennicy byli na stałe związani z miejscem pracy (cel: poprawa sytuacji miast, zapobieżenie ucieczce ludności miejskiej na prowincję)
- 324 – Konstantyn I założył Konstantynopol
- 325
  - pierwszy powszechny sobór biskupów chrześcijańskich cesarstwa rzymskiego w Nicei (przyjęto tzw. nicejski symbol wiary)
  - cesarz Konstantyn I zakazał publicznych walk gladiatorów
- 330 – Konstantyn I przeniósł swą oficjalną rezydencję i stolicę państwa do Konstantynopola
- 332
  - konstytucja Konstantyna w sprawie kolonów
  - pokój cesarstwa rzymskiego z Wizygotami
- 337 – najazd Persów na Armenię i Mezopotamię
- 340 – biskup Eustachy z Sevastia Fontica założył pierwsze hospicjum
- 341 – ariański misjonarz Wulfila zostaje pierwszym biskupem Gotów
- 350 – pierwszy szpital cywilny w Rzymie (założony przez chrześcijan)
- 355
  - osiedlenie się Franków w Galii
  - cesarz Julian rozpoczął wojnę z Germanami w Galii
- 357 – Rzymianie pobili Alamanów pod Argentoratum
- 360 – Piktowie i Szkoci przełamali mur Hadriana
- 361–363 – cesarz Julian próbował przywrócić pogaństwo w cesarstwie rzymskim
- 362 – w Rzymie powstał pierwszy publiczny szpital
- 368 – Piktowie, Szkoci i Sasi napadli na Londinium (obecny Londyn) i złupili je
- 370 – Teodozjusz I Wielki wyparł Piktów i Szkotów za mur Hadriana
- ok. 372 – Hunowie pokonali króla Ostrogotów, Ermanaryka
- 375 – rozgromienie Alanów i Gotów przez Hunów
- 376 – przekroczenie Dunaju przez Wizygotów, którzy za zgodą cesarza Walensa osiedlili się w Tracji
- 378 (9 sierpnia) – bitwa pod Adrianopolem, Wizygoci rozgromili rzymskie wojska i zabili cesarza Walensa
- 379 – cesarz Teodozjusz odniósł sukces (zawarł układy) w walce z plemionami barbarzyńskimi: Gotami, Hunami, Alamanami, Sarmatami, Wandalami, Kwadami i Markomanami
- 381 – sobór biskupów chrześcijańskich w Konstantynopolu ponownie potępił arianizm
- 382 – ugoda z Wizygotami, mocą której osiedlili się na południowym brzegu Dunaju jako sprzymierzeńcy Rzymu
- 391 – cesarz Teodozjusz wydał zakaz wyznawania pogańskich kultów
- 393 – cesarz Teodozjusz zakazał organizowania igrzysk olimpijskich, uznając je za relikt pogaństwa
- 395 – podział cesarstwa rzymskiego między synów Teodozjusza na część wschodnią i zachodnią
- 397 – święty Ninian wylądował w zatoce na półwyspie Galloway

## Wydarzenia w Azji
- 310–379 – panowanie Szapura II z dynastii Sasanidów
- 313 – armia koreańskiej ligi plemiennej Kogurjo wyparła wojska chińskie z prowincji Lelang (koniec 420-letniej okupacji chińskiej)
- 317 – w wyniku najazdów Xiongnu, Xianbei i plemion tybetańskich, zaczął się w Chinach okres rozbicia dzielnicowego
- 320 – Ćandragupta I założył w północnych Indiach państwo Guptów
- około 350 – najazd Białych Hunów (Heftalitów) na Persję i Indie
- 359 – najazd Persów na Syrię
- około 360 – chińscy kupcy dotarli do Eufratu
- 365 – połączenie Armenii z Persją
- 371 – wojska koreańskiego królestwa Pekdze pod Pjongjangiem zadały klęskę armii koreańskiej ligi plemiennej Kogurjo
- 372 – król Kogurjo, Sosurim założył szkołę wyższą, tzw. Tehak, kształcącą przyszłych urzędników
- 386
  - podział Armenii między Persję i Rzym
  - w północnych Chinach rządy objęła Północna dynastia Wei
- około 400
  - indyjskie królestwo Guptów osiągnęło najwyższy poziom swego politycznego i kulturalnego rozwoju
  - początki japońskiego pisma opartego na chińskich ideogramach

## Wydarzenia w Afryce
- 333 – za panowania króla Ezany Aksum przyjęło chrześcijaństwo
- 350 – Aksum zniszczyło kuszyckie królestwo Meroe
- 391 – zniszczenie biblioteki aleksandryjskiej
- 396 – święty Augustyn został biskupem Hippo Regius
- ok. 400 – powstały pierwsze miasta w Afryce subsaharyjskiej

## Wydarzenia w Ameryce
- około 350
  - początek dominacji kultury Tiahuanaco w Andach
  - początek szczytowego okresu rozwoju kultury Nazca
- około 400 – powstanie amazońskiej kultury Marajoara